# 維克托里夫卡 (切梅里夫齊區)
49°0′37″N 26°14′11″E / 49.01028°N 26.23639°E
維克托里夫卡（烏克蘭語：Вікторівка），是烏克蘭西部的村莊，隸屬赫梅利尼茨基州的卡緬涅茨-波多利斯基區。該村面積0.65平方公里，海拔高度287米，2011年人口229。